# Galljambus
Der Galljambus (auch Galliamb) ist in der antiken griechischen Verslehre ein Versmaß, das nach den Galloi, den Priestern im Kult der asiatischen Göttin Kybele bzw. nach deren Kultliedern benannt ist. Es handelt sich dabei um einen katalektischen Tetrameter des Ionicus a minore mit Dihärese nach dem zweiten Fuß und dem metrischen Schema
◡◡——ˌ◡◡—— ‖ ◡◡——ˌ◡◡◡
Durch Vertauschung von 4. und 5. Element (Anaklasis) und Längenauflösung im dritten Metron entsteht daraus die bei Catull häufigste Form:
◡◡—◡—◡—— ‖ ◡◡—◡◡◡◡◡
Verallgemeinert wird die Form dann zu:
◡◡—◡—◡—— ‖ ◡◡—◡◡◡◡◠
Beispiele finden sich wie gesagt bei Catull (carmen 63) und außerdem bei Kallimachos, in den Saturae des Varro und bei Maecenas. Ein Beispiel aus der neulateinischen Literatur ist der Hymnus an Bacchus von Julius Caesar Scaliger.

## Galljamben in der deutschen Dichtung
In der deutschen Dichtung sind in Galljamben geschriebene Verse eine seltene Ausnahme. Johann Heinrich Voß schrieb in diesem Versmaß Dithyrambus. An Friedrich August Wolf, über dessen Entstehung Karl August Varnhagen von Ense am 24. August 1808 in einem an Achim von Arnim gerichteten Brief schrieb: „Joh. Heinr. Voß rühmte sich gegen Wolf, die deutsche Sprache (oder er) könnte jetzt fast alle griechischen Metren nachbilden, und nahm von dem zweifelnden Wolf die gebotene Aufforderung auf Galljamben an, eine Versart, von der uns außer Catulls Atys und wenigen griechischen Zeilen nichts übrig ist. [...] Bald aber schickte Voß den herrlichen Dithyrambus, der im ersten Bande seiner Gedichte steht, und wohl billig hat er die neugesponnenen Verse an den Mann reden lassen, der ihre Möglichkeit bezweifelt hatte.“
Varnhagen von Ense hat in diesem Zusammenhang auch selbst Galljamben geschrieben. Die ersten acht Verse von An den Übersetzer Voß lauten:
In dem hohen Meer dahinfliegt, unbezwungen von dem Gewog'

Des erregten Sturms, ein Schiff dort zu dem väterlichen Gefild;

Wie der Schaum sich hoch emporbäumt und am Kiele sich überwallt,

Wie des Zorns der Wind im Tauwerk sich entlediget mit Geheul,

Wie der Planken Fügung aufkracht, überwältiget von der Flut,

Wie der Wolken dichtes Nachtgraun die Gewässer und die Gestirn'

Überzieht, und rings der Angstschrei der Gescheiterten sich erhebt:

Doch segelt froh das Schiff hin, nur beschleuniget in dem Lauf!

## Galljamben in anderen Dichtungen
Nachbildungen des antiken Verses gab es in der englischen Dichtung bei Meredith (Phaethon. Attempted in Galliambic Measure, 1887) und Tennyson (Boadicea, 1864).